# Улрих II (Мекленбург-Щаргард)
Улрих II фон Мекленбург-Щаргард (на немски: Ulrich II von Mecklenburg-Stargard; * ок. 1425/1428; † 13 юли 1471) е управляващ херцог на Мекленбург-Щаргард (1466 – 1471).

## Произход
Той е вторият син на херцог Хайнрих фон Мекленбург-Щаргард († 1466) и втората му съпруга Ингебург от Померания-Щетин († 1452), дъщеря на херцог Богислав VIII от Померания-Щетин († 1418). Внук е на херцог Улрих I фон Мекленбург-Щаргард († 1417) и втората му съпруга Маргарета от Померания-Щетин († сл. 1417).

## Фамилия
Улрих II се жени между 24 февруари и 15 септември 1454 г. за Катарина фон Верле (* ок. 1420; † 21 юли 1475 – 13 януари 1480), дъщеря на княз Вилхелм фон Верле, принц на Венден († 1436), и втората му съпруга София фон Померания-Рюген († 1453). Те имат децата:
- Ингебург фон Мекленбург-Щаргард (ок. 1450 – 1509), омъжена на 10 май 1490 г. за граф Евервин II фон Бентхайм (1461 – 1530)
- Елизабет (1470 – 1532), приорес на манастир Рена (1490 – 1532)